# Coleophora metallicella
Coleophora metallicella é uma espécie de mariposa do gênero Coleophora pertencente à família Coleophoridae.